# Kabba Touray
Kabba Touray (auch Kaba Touray;* 20. Jahrhundert) ist ein Politiker im westafrikanischen Staat Gambia.

## Leben
| Parlamentswahl  | Stimmen | Stimmanteil      |
| --------------- | ------- | ---------------- |
| 2007            | 2.641   | 58,07 %          |
| 2012            | n/a     | nicht angetreten |
| 2015 (Nachwahl) | 1.618   | 36,92 %          |

Touray trat bei den Parlamentswahlen 2007 als Kandidat der Alliance for Patriotic Reorientation and Construction (APRC) im Wahlkreis Lower Saloum an. Er erreichte 58,07 % der Stimmen vor dem Kandidaten der National Reconciliation Party (NRP) Omar Sompo Ceesay und gewann dadurch einen Sitz in der National Assembly. 
Bei den folgenden Parlamentswahlen 2012 trat Touray nicht an. Die APRC nominierte Pa Malick Ceesay im Wahlkampf, der den Wahlkreis dann gewann.
Ceesay wurde mit Wirkung zum 11. Mai 2015 Ende April von der APRC ausgeschlossen, nachdem er zuvor wegen eines Wirtschaftsvergehens angeklagt worden war.
Bei einer Nachwahl im Wahlkreis, die die Independent Electoral Commission (IEC) für 6. August 2015 ansetzte, trat er erneut für die APRC an. Der oppositionelle Kandidat Modou Bamba Gaye (NRP) gewann gegen Touray mit einem deutlichen Vorsprung und damit den Sitz in der Nationalversammlung, Touray erreichte nur 36,92 % der Stimmen.
Touray nahm bei den Parlamentswahlen 2017 nicht teil und trat politisch nicht mehr in Erscheinung.